# Vương Phủ (Tam Quốc)
Vương Phủ (tiếng Trung: 王甫; bính âm: Wang Fu; ? – 222), tự Quốc Sơn (国山), là quan viên nhà Quý Hán thời Tam Quốc trong lịch sử Trung Quốc.

## Cuộc đời
Vương Phủ quê ở huyện Thê, quận Quảng Hán, Ích Châu, là anh em họ của Vương Sĩ, Vương Thương. Vương Phủ giỏi nghị luận, thích bình xét nhân vật, được nhiều người khen ngợi.
Cuối thời Đông Hán, Lưu Chương cầm quyền ở Ích Châu, lấy Vương Phủ làm Thư tá trong Châu phủ.
Năm 214, Lưu Bị kiểm soát Ích Châu, đề bạt nhân tài, bổ nhiệm Vương Phủ làm Huyện lệnh Miên Trúc. Sau một thời gian, Vương Phủ được điều phái sang Kinh Châu giữ chức Nghị tào Tòng sự.
Năm 221, Lưu Bị xuất quân Di Lăng, Vương Phủ theo quân. Năm 222, quân Hán bại ở Tỷ Quy, Vương Phủ chết trong quân.

## Gia đình
- Vương Hữu (王祐), con trai của Vương Phủ, có phong thái của cha, làm quan đến chức Thượng thư Hữu tuyển lang.[1]

## Trong văn hóa
Trong tiểu thuyết Tam quốc diễn nghĩa, Vương Phủ xuất hiện ở hồi 73, là Tùy quân Tư mã dưới quyền Quan Vũ. Bấy giờ, Quan Vũ thừa dịp mưa lớn, phá được thành Tương Dương. Vương Phủ lắng Lã Mông ở Lục Khẩu sẽ nhân cơ hội đánh úp Kinh Châu, bèn nhiều lần khuyên Quan Vũ cẩn thận dùng người trông coi phong hỏa đài, cũng như không nên để My Phương, Phó Sĩ Nhân trấn thủ những nơi quan trọng, nhưng Quan Vũ đã không nghe. Vương Phủ lại khuyên Quan Vũ không cần tín nhiệm Phan Tuấn mà nên để Triệu Lũy ở lại trấn thủ, nhưng Quan Vũ đã trót bổ nhiệm rồi nên không đồng ý. Kết quả đúng như Vương Phủ tiên liệu, tướng trong coi phong hỏa đài say rượu không lo tuần tra nên bị Lã Mông đánh phá, còn My Phương, Phó Sĩ Nhân, Phan Tuấn đều đầu hàng.
Quan Vũ mất đất Kinh Châu vội vã chạy về Mạch Thành, luôn miệng hối không nghe lời Vương Phủ. Mạch Thành bị quân Ngô bao vây, Quan Vũ muốn phá vây chạy về đất Thục. Vương Phủ đoán được có mai phục, nhưng không khuyên được Quan Vũ, tình nguyện ở lại cố thủ Mạch Thành. Sau này, khi nghe tin Quan Vũ bị bắt và xử tử, Vương Phủ nhảy từ trên thành xuống tự sát để bảo vệ danh tiết.